# Inatès
Inatès (auch: Inatas, Inates, Innates, Inatèss, In-Atèss, In-Atès) ist eine Landgemeinde im Departement Ayérou in Niger.

## Geographie

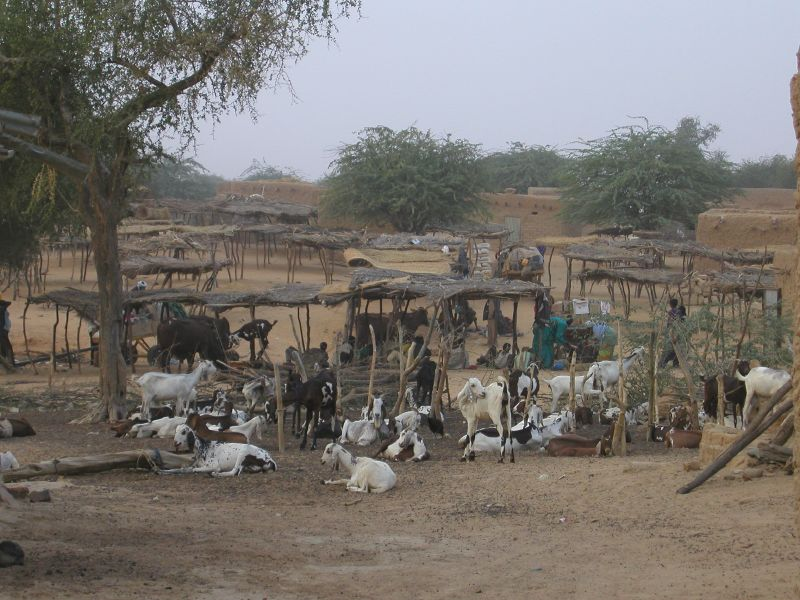
Schafe und Ziegen in Inatès (2006)

Inatès grenzt im Norden an den Nachbarstaat Mali. Die Nachbargemeinden in Niger sind Tondikiwindi im Osten, Anzourou im Süden und Ayérou im Westen. Bei den Siedlungen im Gemeindegebiet handelt es sich um 40 Dörfer, 30 Weiler und 4 Lager. Der Hauptort der Landgemeinde ist das Dorf Inatès.
Die Gemeinde wird zur Übergangszone zwischen Sahel und Sahara gerechnet. Beim Hauptort erstreckt sich der Teich Mare d’Inatès, der üblicherweise im März für einige Monate austrocknet.

## Geschichte

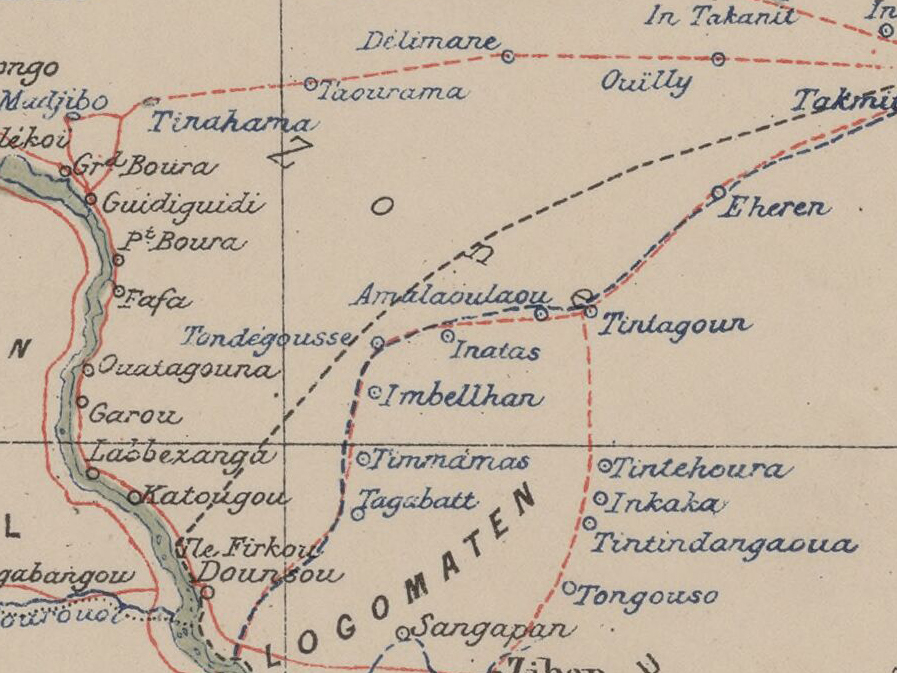
Ausschnitt einer Karte von 1903 mit Inatès (Inatas) im Zentrum

Das Gebiet von Inatès gelangte 1899 als Teil des neu geschaffenen Kreises Sinder unter französische Militärverwaltung. Im Jahr 1905 wurde der Ort dem neuen Militärterritorium Niger angeschlossen.
Bei einer Untersuchung im Februar 1974 wurden beim Befall mit der Saugwürmer-Art Schistosoma haematobium im Hauptort unter den 5- bis 19-Jährigen eine Prävalenz von 78 Prozent und bei der gesamten Dorfbevölkerung eine Prävalenz von 69 Prozent festgestellt. Als Verwaltungseinheit entstand die Landgemeinde Inatès 2002 bei einer landesweiten Verwaltungsreform. Dabei wurde das Territorium des Kantons Ayorou auf die Gemeinden Inatès und Ayérou aufgeteilt. Bei der Flutkatastrophe in West- und Zentralafrika 2010 wurden 2.555 Einwohner von Inatès als Katastrophenopfer eingestuft.
Bei einem Angriff von Dschihadisten auf das Militärlager von Inatès am 1. Juli 2019 starben 18 nigrische Soldaten. Der traditionelle Ortsvorsteher von Boni Kado wurde am 11. November 2019 mutmaßlich von Dschihadisten getötet. Das Militärlager von Inatès wurde am 10. Dezember 2019 erneut angegriffen. Diesmal starben 71 Soldaten und 57 der Angreifer, weitere 12 Soldaten wurden verletzt. Das Lager konnte erst mit Verstärkung aus der Stadt Ouallam zurückerobert werden. Zu der Attacke bekannte sich der westafrikanische Ableger des Islamischen Staates. Es handelte sich um den bis dahin schwersten dschihadistischen Angriff in der Geschichte Nigers. Die Regierung von Staatspräsident Mahamadou Issoufou rief eine dreitägige Staatstrauer aus. Bei einem terroristischen Angriff auf die Streitkräfte Nigers beim Dorf Tabatoul wurden im Oktober 2023 29 Soldaten getötet. Erneut wurde eine dreitägige Staatstrauer angeordnet.

## Bevölkerung

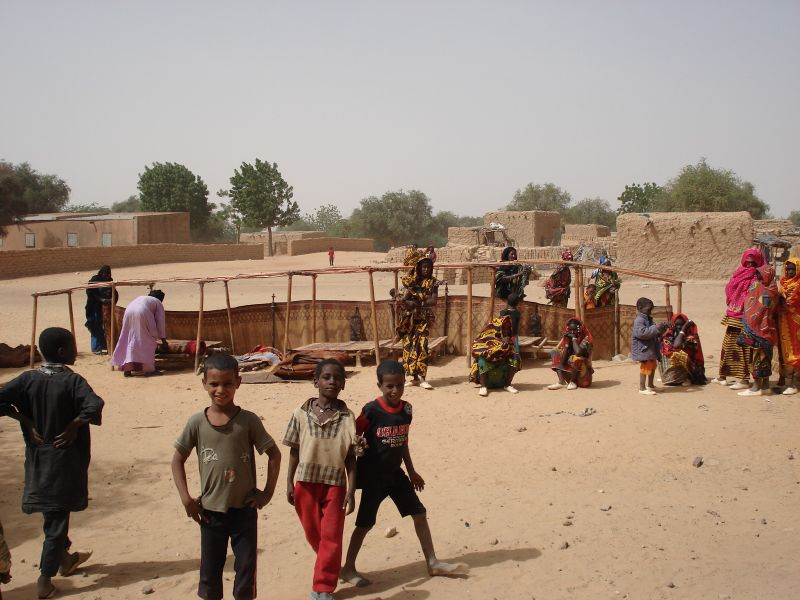
Kinder in Inatès (2006)

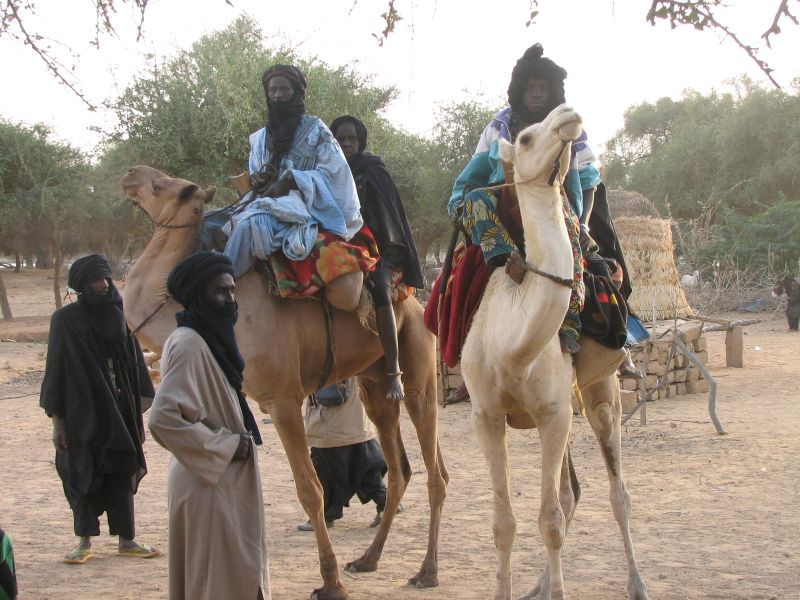
Kamelreiter in Inatès (2006)

Bei der Volkszählung 2012 hatte Inatès 23.503 Einwohner, die in 3.238 Haushalten lebten. Bei der Volkszählung 2001 betrug die Einwohnerzahl 2.113 in 321 Haushalten.
Der Hauptort Inatès wies 741 Einwohner bei der Volkszählung 2012 auf, 566 Einwohner bei der Volkszählung 2001 und 1.165 Einwohner bei der Volkszählung 1988.
In ethnischer Hinsicht ist die Gemeinde ein Siedlungsgebiet von Tuareg.

## Politik
Der Gemeinderat (conseil municipal) hat 11 gewählte Mitglieder. Mit den Kommunalwahlen 2020 sind die Sitze im Gemeinderat wie folgt verteilt: 7 PNDS-Tarayya, 2 MNSD-Nassara, 1 MPR-Jamhuriya und 1 PJP-Génération Doubara.
Jeweils ein traditioneller Ortsvorsteher (chef traditionnel) steht an der Spitze von 37 Dörfern in der Gemeinde, darunter dem Hauptort.

## Wirtschaft und Infrastruktur

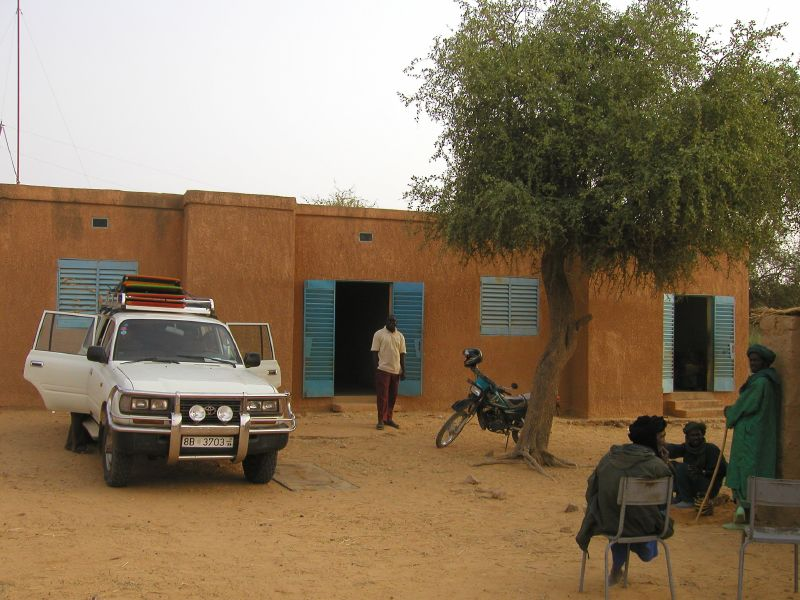
Gesundheitszentrum CSI Inatès (2006)

Die Gemeinde liegt am Übergang der Zone des Agropastoralismus des Südens zur Zone der reinen Weidewirtschaft des Nordens. Gesundheitszentren des Typs Centre de Santé Intégré (CSI) sind im Hauptort und in der Siedlung Tangouchemane I vorhanden. Im Hauptort wird eine Niederschlagsmessstation betrieben.
in einer Studie der französischen Nichtregierungsorganisation ACTED im Jahr 2011 wurden 52 % der Bevölkerung von Inatès als arm oder sehr arm eingestuft. Mehr als 72 % der Einwohner hatten Zugang zu Latrinen in der näheren Umgebung, ein im Vergleich mit anderen Gemeinden im Norden der Region Tillabéri hoher Wert.
Durch Inatès, unter anderem durch den Hauptort, verläuft die 79 Kilometer lange Route 660 zwischen Ayérou und der Staatsgrenze zu Mali. Es handelt sich um eine einfache Piste. In der Regenzeit ist der Hauptort wegen des schlechten Straßenzustands oft für mehrere Tage von der Außenwelt abgeschnitten.

## Persönlichkeiten
- Rissa Ixa (* 1946), Maler